# Little Orphan Annie
Little Orphan Annie ('Lilla föräldralösa Annie') var en amerikansk dagspresserie, skapad 1924 av Harold Gray och syndikerad av Tribune Media Services. Serien tog sitt namn från dikten "Little Orphant Annie" av James Whitcomb Riley (1885). Den hade karaktären av en politisk melodram med en föräldralös men sällan rådlös ung flicka i huvudrollen, hjälpt av en vänlig kapitalist som hon kallade "Daddy".
Grays verk var tidvis av de mest populära tecknade serierna. Åren runt 1930 var den en av de fem mest syndikerade amerikanska dagspresserierna.

## Historik

### Bakgrund
Little Orphan Annie debuterade på dagsseriesidan i New York-utgivna New York Daily News den 5 augusti 1924. Strax därefter startades även publiceringen av en söndagsversion av serien.
För sin tid var valet av en flicka som huvudfigur i en tecknad serie något ovanligt, och Gray sa i en intervju 1951 att det 1924 fanns 40 dagspresserier med pojkar i huvudrollen och endast tre med flickor i samma position. Gray hade först erbjudit seriesyndikatet en serie med titeln Little Orphan Otto, men syndikatet föreslog att huvudpersonen skulle vara en flicka. Serien, som slutligen hämtade sitt namn från dikten "Little Orphant Annie" av James Whitcomb Riley, kom därefter att utarbetas av Gray i samarbete med News-redaktören Joseph Medill Patterson.
Gray hade teckningsmässigt hämtat inspiration från George McManus' Gyllenbom, och hans år som assistent på The Gumps hade lärt honom melodramsnickrandets konst. På det stora hela var dock Grays teckningar relativt osofistikerade, men det var hans engagerande berättande som lockade läsarna och gjorde serien till en av de mest framgångsrika amerikanska äventyrsserierna. Från Gyllenbom hämtades titelfigurens runda, pupillösa ögon.

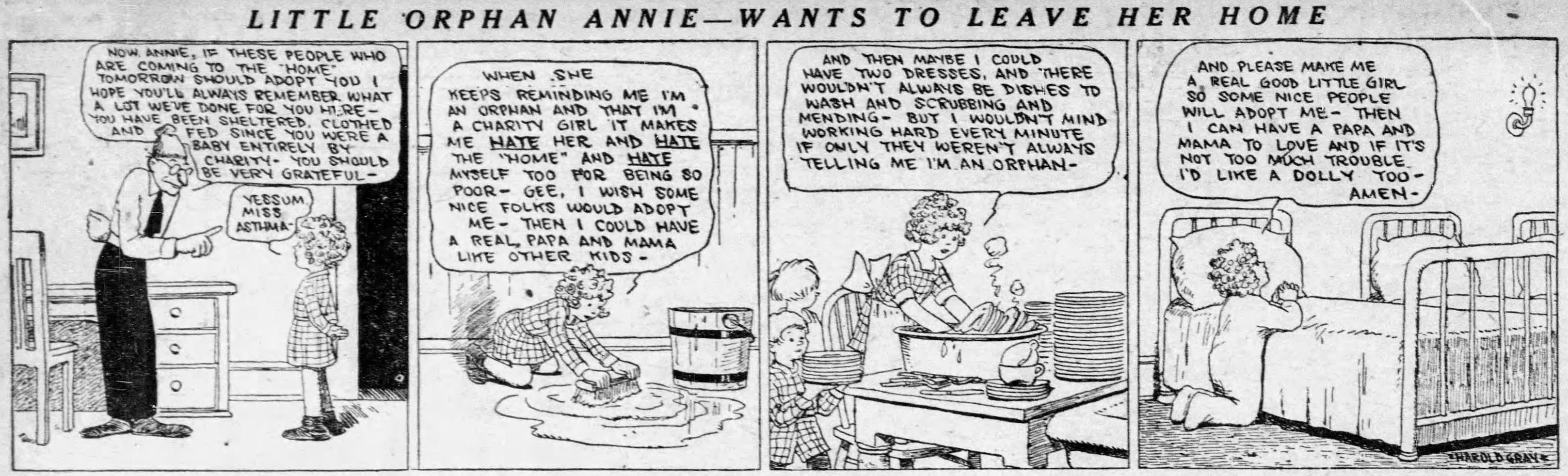
Den första seriestrippen med Little Orphan Annie.

Seriens handling följde den föräldralösa och cirka åtta – alternativt elva – år gamla flickan Annies mångskiftande äventyr, hennes hund Sandy och hennes rike beskyddare, den rike entreprenören Oliver "Daddy" Warbucks. Historien introducerades som en Mary Pickford-film, med ett föräldralöst men modigt flickebarn i en hård värld. Flickebarnets barnhemsbakgrund kunde jämföras med Charles Dickens liknande berättelser, och seriefiguren kännetecknades av mod, beslutsamhet och ett ärligt sätt.
I inledningen av serien tog den nyrika Mrs Warbucks hem den lockigt rödhåriga Annie från barnhemmet, och hon lovade att Annie skulle få ett gott hem bara hon skötte sig. Annie visade sig dock vara mer uppriktig än Mrs Warbucks hade väntat sig. Tursamt nog för Annie var dock den flintskallige Mr Warbucks mer vänligt sinnad, så han (oftast kallad "Daddy" av Annie) lät trots hustruns protester Annie bli kvar i familjen som adoptivbarn.

### Utveckling

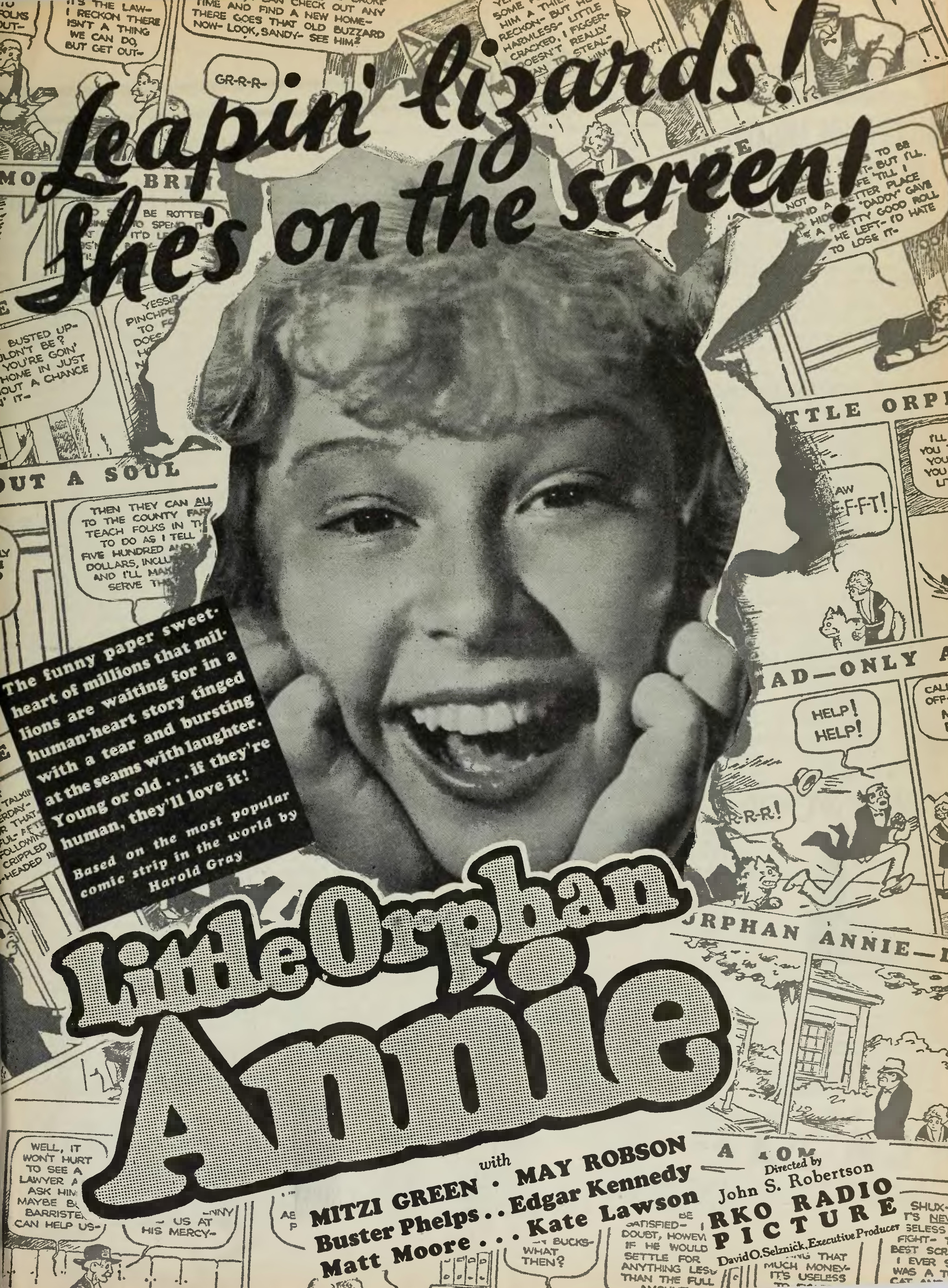
Reklam för filmatiseringen av den tecknade serien 1932, med Annies återkommande utrop "Leapin' lizards!".

Efter att "Daddy" Warbucks blivit ruinerad genom dåligt sällskap i societetslivet fick Annie ett tag ta hand om sig själv. Hon passerade genom olika barnhem och tog till luffen, efter att hon rymt från mindre vänliga barnhemsföreståndare. Under denna tid var den kloka och trogna hunden Sandy och dockan Emily Marie Annies enda vänner. Dessutom var Annie försedd med ett "huvud på skaft", ett par starka armar och ilska nog för att klara av ett gäng gatpojkar när detta behövdes. Annie träffade under resans gång på kriminella, spioner och missdådare av alla de slag.
Bland de sekundära figurerna i serien fanns Punjab (en jättelik indier), den småväxte och privatdetektivliknande Asp och Mr. Am. Serien lockade vuxna läsare med sina politiska kommentarer som bland annat riktade sig mot fackföreningsrörelsen, New Deal och kommunism. Under 1930-talet blev serien Grays konservativa språkrör med olika sorters moralkakor, även om han i motsats till många andra serieskapare faktiskt lät sin seriefigur umgås med de nedre samhällslagren. Däremot blev Annie ofta räddad av sin "surrogatpappa", något som depressionens utslagna sällan kunde hoppas på. Grays egna politiska övertygelser inkluderade en populistiskt färgad laissez-faire-kapitalism, individualism och pionjäranda.
"Daddy" Warbucks dök senare återigen upp i Annies liv, nu rikare än någonsin. Under senare decennier utvecklades serien till en mer allmän äventyrsserie, med pirater, kidnappningar och jakter på gangstrar. I politiska sammanhang ställdes Annie och "Daddy" dock upp mot fascister, kommunister, hippier och radikala studenter. Under efterkrigstiden försvarade serien McCarthy och hökarna under Vietnamkriget.
Samtidigt fortsatte Gray att teckna sin seriefigur som en evigt ung 10–12-årig flicka. Hon omgavs av stående uttryck som "Leapin' lizards!", medan hennes trogna Sandy oftast nöjde sig med "Arf" ("Vov").

### Senare år

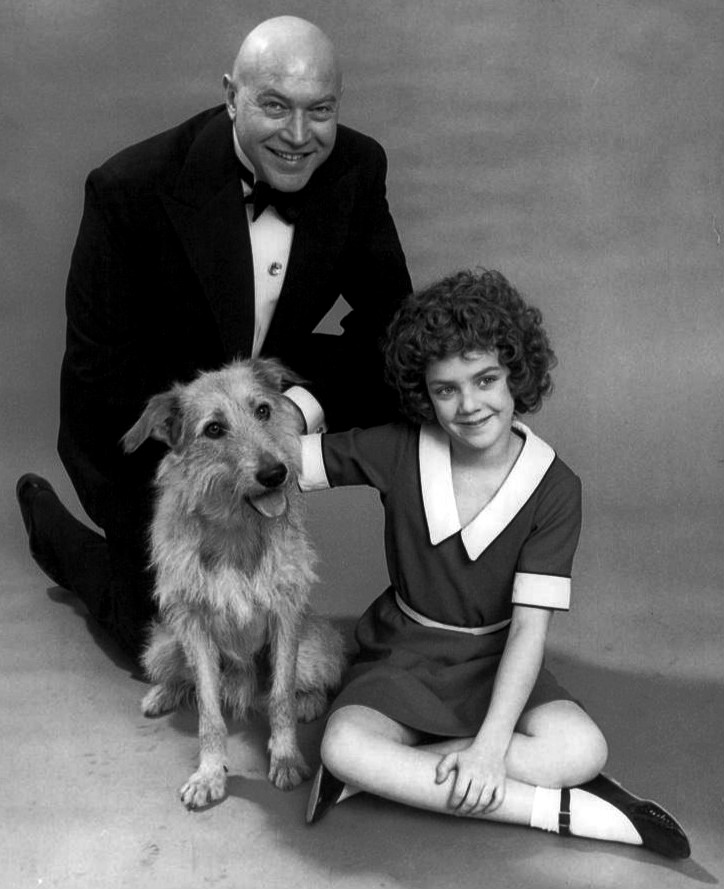
Reid Shelton som "Daddy" Warbucks, hunden Sandy och Andrea McArdle som Annie, från Broadway-musikalen 1977.

Gray skrev och tecknade serien fram till sin död i cancer 1968, 74 år gammal. Då publicerades serien i cirka 400 tidningar i USA, Kanada och i andra länder. Efter Grays död tog flera olika serieskapare över produktionen av serien, till att börja med Grays mångårige assistent Bob Leffingwell. Ett tag (1974–1979) återtryckte pressen "klassiska" seriestrippar.
Serien relanserades 1979, med Leonard Starr som tecknare och under det förkortade namnet Annie, efter framgången med Broadway-musikalen baserad på serien. När Starr gick i pension år 2000, övertogs den och moderniserades av manusförfattaren Jay Maeder och tecknaren Andrew Pepoy.
Little Orphan Annie var på grund av sin genomkonservativa anda omstridd i USA, men icke desto mindre populär. Den utvecklades till en sorts serieinstitution i sin egen klass. Kvaliteten på serien sjönk dock betänkligt efter Grays död.
Seriens popularitet sjönk även med åren. När produktionen av Annie avslutades den 13 juni 2010, publicerades den endast i 20 dagstidningar. Senare har vissa av seriens figurer synts som bifigurer i Dick Tracy.

## Bearbetningar
Little Orphan Annie omarbetades 1930 till ett radioprogram, samt till film 1932 och 1938 (av RKO respektive Paramount). Radioprogrammet sändes fram till 1942.
1977 sattes musikalen Annie upp på Broadway. Den blev en stor succé och fick motta sju Tony Awards, där låten "Tomorrow" bidrog till Tony Award för bästa musikalbum. Musikalen gick på Broadway fram till 1983 och sattes där upp på nytt 1997 och 2012. Dessutom blev den föremål för uppsättningar i Londons West End både 1998 och 2017.
Musikalen har i sin tur fyra gånger blivit föremål för filmbearbetningar. Dessa hade premiär 1982, 1999 (för TV), 2014 och 2021 (återigen för TV).